# Кульчицька Зоя Григорівна
Зоя Григорівна Кульчицька (нар. у лютому на Житомирщині) — художниця, народний майстер України з нетрадиційного декоративного мистецтва, поетеса. Лауреат премії імені Іванни Блажкевич (2007), член літературного об'єднання при Національній спілці художників України.

## Життєпис
Народилася на Житомирщині. Мати родом із батьківщини Григорія Сковороди села Чорнухи, Полтавщина.
Талан до декоративно-прикладного мистецтва розвивав батько. У три роки ліпила різні фігурки.
Із 1945 року живе в Тернополі. Закінчила школу і вступила в навчальний заклад, де отримала освіту зв'язківця.
Працювала в Тернопільському центральному телеграфі.
У 1952 році вийшла заміж за військового льотчика і переїхала в Крим (м.Євпаторія).
Згодом знову повернулася в м. Тернопіль, де проживає й зараз.
Випускала газету «Колючка».
У 1988 році створила свою першу картину, уже перебуваючи на пенсії.
Училася за полотнами Марчука Івана.
У 2007 році присвоєно звання лауреата Всеукраїнської літературно-мистецької премії імені Іванни Блажкевич за цикл картин на тему українських народних казок.
Нагороджена дипломом ІІІ ступеня Тернопільської обласної мистецької виставки-конкурсу на здобуття премії імені Ярослави Музики (2014).

## Доробок

### Декоративне мистецтво
Особливості техніки — очерет, пирій і дикий щавель «вплітає» у свої картини. Таку техніку вигадала сама.
Всього художниця має близько 400 картин. Більшість з них опинилися за кордоном — у Польщі, Америці, навіть у Китаї, адже ці твори зазвичай купують іноземці на згадку про Україну.
Любить малювати пейзажі, але ніколи — з натури. Всі картини спочатку народжуються в уяві. Проте інколи люди впізнають у них своє село чи якісь місця, де вони відпочивали.
У 1994 році відбулася перша персональна виставка художниці (60 робіт).
У 1995 — друга виставка робіт у Тернопільському національному педагогічному університеті.
Улюблені картини художниці — «Наш Тернопіль. Надставна церква», «Казковий пейзаж», «Казковий будиночок».

### Літературні твори
Із 2001 року пише твори. Авторка 5 книжок для дорослих і 2 для дітей.
У 2012 році видала дитячу книжку «Погляд підсніжника».
На твори Кульчицької Зої тернопільські композитори пишуть музику. Тернопільська співачка Сорочинська Світлана виконує пісню «Лети моя пісне» на слова Зої Кульчицької.